# Нойкёльн (округ Берлина)
Нойкёльн (нем. Neukölln) — административный округ Берлина.
В составе округа есть одноимённый район Нойкёльн.

## Районы в составе округа Нойкёльн
- 0801 Нойкёльн (нем. Neukölln)
- 0802 Бриц (нем. Britz)
- 0803 Буков (нем. Buckow)
- 0804 Рудов (нем. Rudow)
- 0805 Гропиусштадт (нем. Gropiusstadt)

## Города-побратимы
- Бат-Ям, Израиль
- Кёльн, Германия
- Леонберг, Германия
- Марино, Италия
- Вецлар, Германия
- Пушкин, Россия
- Хаммерсмит и Фулем, Лондон, Великобритания
- Булонь-Бийанкур, Франция